# Sclerotheca
Genre
Sclerotheca est un genre de plantes à fleurs de la famille des Campanulaceae originaire des îles du Pacifique Sud. 
Neuf des dix espèces connues sont endémiques de la Polynésie française, la dixième de Rarotonga aux Îles Cook, :
1. Sclerotheca arborea (G.Forst.) DC - Tahiti
2. Sclerotheca forsteri Drake - Mo'orea, Tahiti
3. Sclerotheca jayorum J.Raynal - Tahiti
4. Sclerotheca longistigmata F.Br. - Marquises
5. Sclerotheca margaretae R.Br. - Rapa
6. Sclerotheca magdalenae J.Florence - Tahiti
7. Sclerotheca oreades E.Willm. - Tahiti
8. Sclerotheca raiateensis (Baill.) Pillon & Florence - Ra'iātea
9. Sclerotheca seigelii (Florence) Pillon & Florence - Marquises
10. Sclerotheca viridiflora Cheeseman - Rarotonga